# كأس إفريقيا للأندية البطلة 1974
كأس أفريقيا للأندية البطلة 1974 هي النسخة 10 من دوري أبطال أفريقيا .
توج كارا برازافيل بالكأس على حساب غزل المحلة المصري .